# Echinax bosmansi
Echinax bosmansi is een spinnensoort uit de familie van de loopspinnen (Corinnidae).
De wetenschappelijke naam van de soort werd in 1995 als Copa bosmansi gepubliceerd door Christa Laetitia Deeleman-Reinhold.